# Tetrahydridohlinitan sodný
Tetrahydridohlinitan sodný, též také hydrid sodno-hlinitý, je anorganická sloučenina se vzorcem NaAlH4. Je podobný hydridu lithno-hlinitému.

## Výroba
K výrobě NaAlH4 se dá použít NaH:
LiAlH4 + NaH → NaAlH4 + LiH.

## Použití
Tetrahydridohlinitan sodný se používá jako redukční činidlo.
Podobně jako hydrid lithno-hlinitý to je silné redukční činidlo, může prudce reagovat s oxidačními činidly. Používá se například k této reakci:
RCOOR' + H2 + NaAlH4 → RCOOH + R'OH.
LiAlH4 je silnější redukční činidlo než tetrahydridoboritan sodný, jelikož vazba Al-H je slabší než vazba B-H. Reaktivita
tetrahydridoboritanu sodného se může pozměnit přídavkem jodu nebo methanolu.
Tetrahydridohlinitan sodný se používá ke skladování vodíku ve vodíkových nádržích, kde může absorbovat až 7,4 % vodíku.

## Reaktivita
NaAlH4 je vysoce hořlavý. Při pokojové teplotě nereaguje se suchým vzduchem, je ovšem velmi citlivý na vzdušnou vlhkost. Při styku s vodou nebo vzdušnou vlhkostí se vznítí nebo vybouchne.